# Firebase

Logo

Firebase ist eine Entwicklungs-Plattform für mobile Apps und Webanwendungen. Sie stellt über ein Software Development Kit (SDK) Tools und Infrastruktur zur Verfügung, die es einem Entwickler ermöglichen sollen, einfacher und effizienter Funktionen mittels Programmierschnittstellen auf verschiedenen Plattformen bereitzustellen.
Firebase Inc. wurde im September 2011 von James Tamplin und Andrew Lee gegründet und 2014 von Google übernommen. Es hat aktuell 18 (teils kostenpflichtige) Produkte, die von 1,5 Millionen Apps genutzt werden.

## Produkte
Folgende Produkte stammen von Firebase: A/B Testing, App Indexing, Analytics, Authentication, Cloud Firestore, Cloud Functions, Cloud Messaging, Cloud Storage, Crashlytics, Dynamic Links, Hosting, In-App Messaging, ML Kit, Performance Monitoring, Predictions, Realtime Database, Remote Config und Test Lab.

## Kontroversen um die Privatsphäre der Nutzer
Es wurde behauptet, dass die Firebase-Software von Google verwendet wird, um Nutzer ohne deren Wissen zu verfolgen. Am 14. Juli 2020 wurde eine Klage eingereicht, in der Google beschuldigt wurde, gegen das Bundesgesetz über Abhörmaßnahmen und das kalifornische Datenschutzgesetz zu verstoßen. Darin hieß es, dass Google über Firebase Nutzerdaten sammelte und speicherte, indem es protokollierte, was der Nutzer in vielen Arten von Apps ansah, obwohl der Nutzer Googles eigenen Anweisungen folgte, um die vom Unternehmen gesammelten Web- und App-Aktivitäten zu deaktivieren. Die Klage wurde im Januar 2022 abgewiesen, wobei der leitende US-Bezirksrichter Richard Seeborg entschied, dass das Versprechen, keine Nutzerdaten zu sammeln, nicht als Vertrag betrachtet werden könne.